# トリコミケス綱
トリコミケス綱 (Class Trichomycetes) は、接合菌門に含まれる菌群の一つ。現在は解体される方向で検討されており、今後はこの名は使われなくなる可能性が高い。

## 特徴
すべてが昆虫・多足類・等脚類などの節足動物の腸内などに生息。ただし、栄養関係が不明であり、寄生であるかどうかはわかっていない。菌体は単一の糸状か群によっては少し分枝があるものもある。いずれにせよ、その基部には付着器を持ち、これで腸壁などに固着する。無性生殖は胞子によるが、群によって大きく異なるので、それによって四つの目に分けられている。
ハルペラ目
菌体の先端部分が単細胞に分かれた後、各細胞の側面にやや細長い細胞が出芽するようにして胞子を形成する。これはトリコスポアと呼ばれる。トリコスポアは実際には単胞子の胞子嚢であることが確認されている。また、この胞子は一端に長い付属糸を持つ。
アセラリア目
菌体先端部分から出た枝が単細胞に分断されて胞子となる、分節胞子を形成する。
エクリナ目
菌体内部が胞子に分かれ、胞子嚢となる。
アメビディウム目
通常は菌体内部全部が胞子に分かれる胞子嚢胞子で繁殖する場合と、菌体内部が分断されて形成されるアメーバ状細胞による場合とがある。
有性生殖はハルペラ類でのみ知られており、菌糸体が接合した後に、その細胞の側方へ出芽するようにして楕円形の接合胞子のうが形成される。それ以外の目では有性生殖はいっさい知られていない。

## 系統関係
ハルペラ類が接合胞子を形成することから接合菌門に所属させたが、この4目すべてが近縁である保証はなく、多系統ではないかとの見方が古くからあった。有性生殖と無性生殖、その他の特徴からハルペラ類が接合菌綱キクセラ目に近縁であることが示唆されていた。しかし、他の3目については明らかではない。トリコミセス綱は生態面と菌糸体の特徴からまとめられた人為的分類群であると考えられるにいたり、2007年段階では分割する説が出ている。それによるとハルペラ目とアセラリア類はキクセラ目・ディマルガリス目とともにキックセラ亜門に含まれる。
これに対して、エクリナ類・アメビディウム類はむしろ原生動物に近いとも言われる。これらの群で有性生殖が判明すれば、新たな判断も可能かも知れない。しかし、培養法がほとんど知られておらず、この点も研究の遅れの一因である。

## 分類
2000年代初頭において200種強が知られている。4つの目が認められていた。
- ハルペラ目 Harpellales：分枝のない多細胞の菌糸体・トリコスポア（菌糸体の側面に出る・糸状付属物を持つ）・接合胞子形成が知られる。
  - ハルペラ科 Harpellaceae
  - レゲリオミケス科 Legeriomycetaceae
- エクリナ目 Eccrinales：分枝を持つ菌糸体・菌糸体が分節し、分節胞子となる
  - エクリナ科 Ecrinaceae
  - パラバスキア科 Palavasciaceae
  - パラタエニエラ科 Parataeniellaceae
- アセラリア目 Assellariales：分枝のない多核体の菌糸体・菌糸体内部が細分され、胞子のう胞子となる
  - アセラリア科 Asellariaceae
- アメビディウム目 Amoebidiales：分枝のない多核体・菌糸体内部が細分され、アメーバ運動をする胞子が作られる
  - アメビジウム科 Amoebidiaceae